# جان سکادا
جان سکادا (به انگلیسی: Jon Secada) (زاده ۴ اکتبر ۱۹۶۱) خواننده، ترانه‌سرا کوبایی-آمریکایی است.